# Кузьмін Анатолій Миколайович
Анатолій Миколайович Кузьмін (20 жовтня (2 листопада) 1903, Твер — 28 жовтня 1954, Москва) — радянський металург, державний діяч, міністр металургійної промисловості СРСР (1949—1950), міністр чорної металургії СРСР (1954). Депутат Верховної Ради Української РСР 2-го скликання.

## Біографія

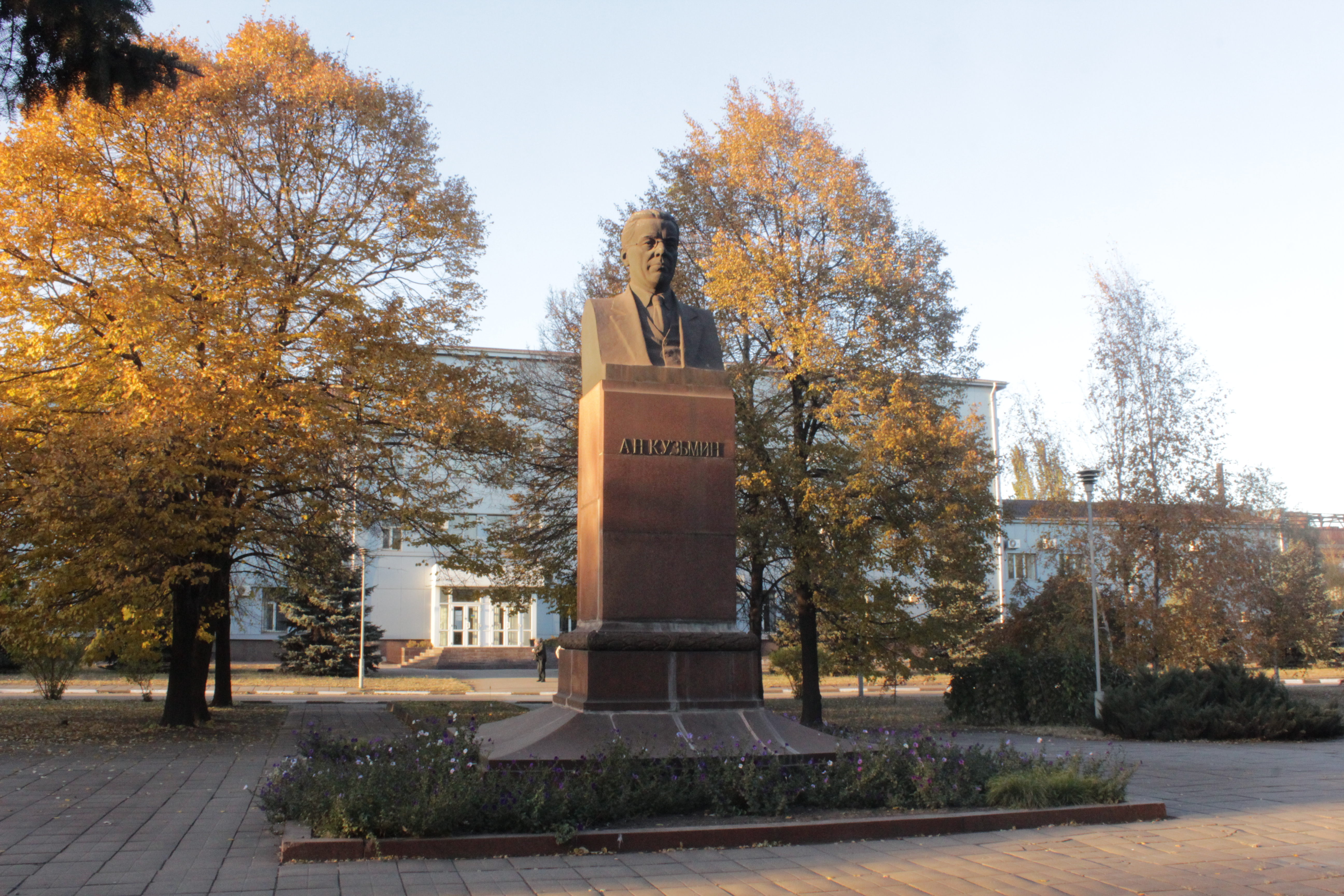
Пам`ятник Кузьміну А.М., Запоріжжя, Південне шосе,70

Росіянин, народився в родині робітника. З травня 1918 року — комірник і десятник радгоспу у Володарському районі Петроградської губернії. З жовтня 1919 року — завідувач клубу і звільнений член бюро Володарського райкому ВЛКСМ.
З жовтня 1921 року — студент Ленінградського гірничого інституту.
Член ВКП(б) з листопада 1926 року.
З квітня 1927 року — в Державному інституті з проектування металургійних заводів у Ленінграді: конструктор, заступник головного інженера з проекту.
У 1930 році закінчив Ленінградський гірничий інститут, отримавши спеціальність інженер-металург.
З червня 1931 року — на будівництві Нижньотагільського металургійного комбінату: старший інженер доменної групи. З 1933 — заступник головного інженера комбінату з технологічної частини. З грудня 1935 — начальник проектного відділу Магнітогорського металургійного комбінату. У лютому—липні 1937 — начальник коксохімічного цеху Магнітогорського металургійного комбінату.
З липня 1937 року — директор комбінату «Запоріжсталь». З жовтня 1939 року — директор заводу «Запоріжсталь» Запорізької області.
З жовтня 1941 року — директор заводу № 702 в Новосибірську.
З січня 1946 року — знову директор заводу «Запоріжсталь».
З липня 1948 року — 1-й заступник міністра металургійної промисловості СРСР.
З червня 1949 року — міністр металургійної промисловості СРСР.
З січня 1951 року — 1-й заступник міністра чорної металургії СРСР. З березня 1953 року — 1-й заступник міністра металургійної промисловості СРСР.
З лютого 1954 року — міністр чорної металургії СРСР. Помер 28 жовтня 1954, урна з прахом похована в Кремлівській стіні на Червоній площі в Москві.
У 1958 році біля головної контори Дніпроспецсталі в Запоріжжі було встановлено пам'ятник Кузьміну роботи скульптора Б. Саркісова і архітектора Е. Євстаф'єва.

## Нагороди
- два ордени Леніна
- орден Трудового Червоного Прапора
- орден «Знак Пошани»
- медалі